# Faustrecht der Großstadt
Faustrecht der Großstadt (Originaltitel: Where the Sidewalk Ends) ist ein US-amerikanischer Film-Noir des österreichischen Regisseurs Otto Preminger aus dem Jahr 1950. Der Film basiert auf dem Roman Night Cry von William L. Stuart aus dem Jahr 1948, die Filmadaption des Buches stammte von Victor Travis, Robert E. Kent und Frank P. Rosenberg. Die Erstaufführung in Deutschland fand am 25. Januar 1978 im deutschen Fernsehen (WDR) statt.

## Handlung
New York, 16. Polizeirevier. Detective Dixon hat immer wieder Ärger mit seinen Vorgesetzten wegen seiner Härte. Bei einer Schlägerei verursacht er ohne Absicht den Tod des Spielers Ken Paine. Dixon hatte sich zur Wehr gesetzt, Paine hatte aus dem Krieg eine Silberplatte im Kopf. Dixon wirft Paines Leiche in den Fluss und wird später damit beauftragt, dessen Mörder zu suchen.
Dixon versucht, die Schuld einem seiner Gangsterfeinde, Tommy Scalise, unterzuschieben. Doch der Mordverdacht fällt versehentlich auf den Taxifahrer Jiggs Taylor. Dixon versucht weiterhin, ohne sich selber in Verdacht zu bringen, den Mord aufzuklären, verliebt sich dabei in die Tochter des Taxifahrers, Morgan. Dixon gerät immer tiefer in sein selber gesponnenes Netz aus Intrigen.
Dixons Vorgesetzter Lieutenant Thomas ist überzeugt, der Mörder von Paine sei Morgans Vater, während Dixon versucht, Taylors Unschuld zu beweisen. Bei dem Versuch, Scalise zu belasten und Taylor zu entlasten, kommt es zur Konfrontation mit dem Gangster und dessen Handlangern. Es kommt zu einer Schießerei, bei der Dixon verletzt wird. Scalise wird von der Polizei verhaftet. Taylor ist damit frei vom Mordverdacht. Doch Dixons Gewissen bringt ihn dazu, sein Leben neu zu ordnen. Er gesteht seine Schuld am Tod von Paine und kommt dafür ins Gefängnis. Dixon weiß aber, dass Morgan auf ihn warten wird.

## Kritiken
„Fesselnder Kriminalfilm.“

„Kammerspielartige Szenen, nüchterne Schwarz-Weiß-Bilder aus dem grauen Polizei-Alltag: "Faustrecht der Großstadt" ist ein Paradebeispiel für die schnörkellosen Krimis, die Hollywood in den 50er Jahren als Abgesang der "Schwarzen Serie" produzierte.“

„Beispiel für das Potential der „schwarzen Filme“, reißerische hard boiled stories zu einem sozial aufgeladenen Diskurs zu verdichten, ohne dabei das Publikum außer Acht zu lassen. Ein schöner, wiederentdeckenswerter Film aus Premingers Filmografie.“

„Meisterwerk! Auf diesen kurzen Nenner kann man "Faustrecht der Großstadt" ohne Zweifel und Übertreibungen bringen. Anhänger des Film Noirs kommen um ihn nicht herum und auch Fimfans allgemein sollten nicht lange zögern, wenn sich ihnen die Möglichkeit bietet, diesen Film zu sehen.“

## Trivia
- Regisseur Preminger lieferte seine letzte Auftragsarbeit für die 20th Century Fox ab.
- Schon 1949 wurde das Buch als Hörspiel mit dem Titel Suspense produziert. Der Sprecher des Detectives Dixon war Ray Milland.
- Einen im Abspann ungenannten Auftritt als Darsteller – übrigens sein einziger – hatte der auch für die Kostümgestaltung verantwortliche Oleg Cassini, der zu dieser Zeit mit der Hauptdarstellerin Gene Tierney verheiratet war. Sein damaliger Assistent Charles Le Maire gewann später drei Oscars (1951, 1954, 1956).